# Sistar
Le Sistar (씨스타?) sono state una band k-pop sudcoreana, formatasi a Seul nel 2010. Il nome del gruppo è una fusione del termine sisters" (sorelle) e "Star" (stella).

## Storia

### 2010: prima del debutto, "Push Push", "Shady Girl" e "How Dare You"
Le SISTAR iniziarono le loro attività di gruppo nel 2010, prima del debutto ufficiale, con delle pubblicità e servizi fotografici.
Il gruppo fece il suo debutto ufficiale nel giugno 2010 con il singolo "Push Push", il cui teaser uscì il 1º giugno 2010; due giorni dopo, la Starship Entertainment pubblica il video completo. La canzone ricevette un discreto successo e la promozione del pezzo si concluse in 26 luglio.

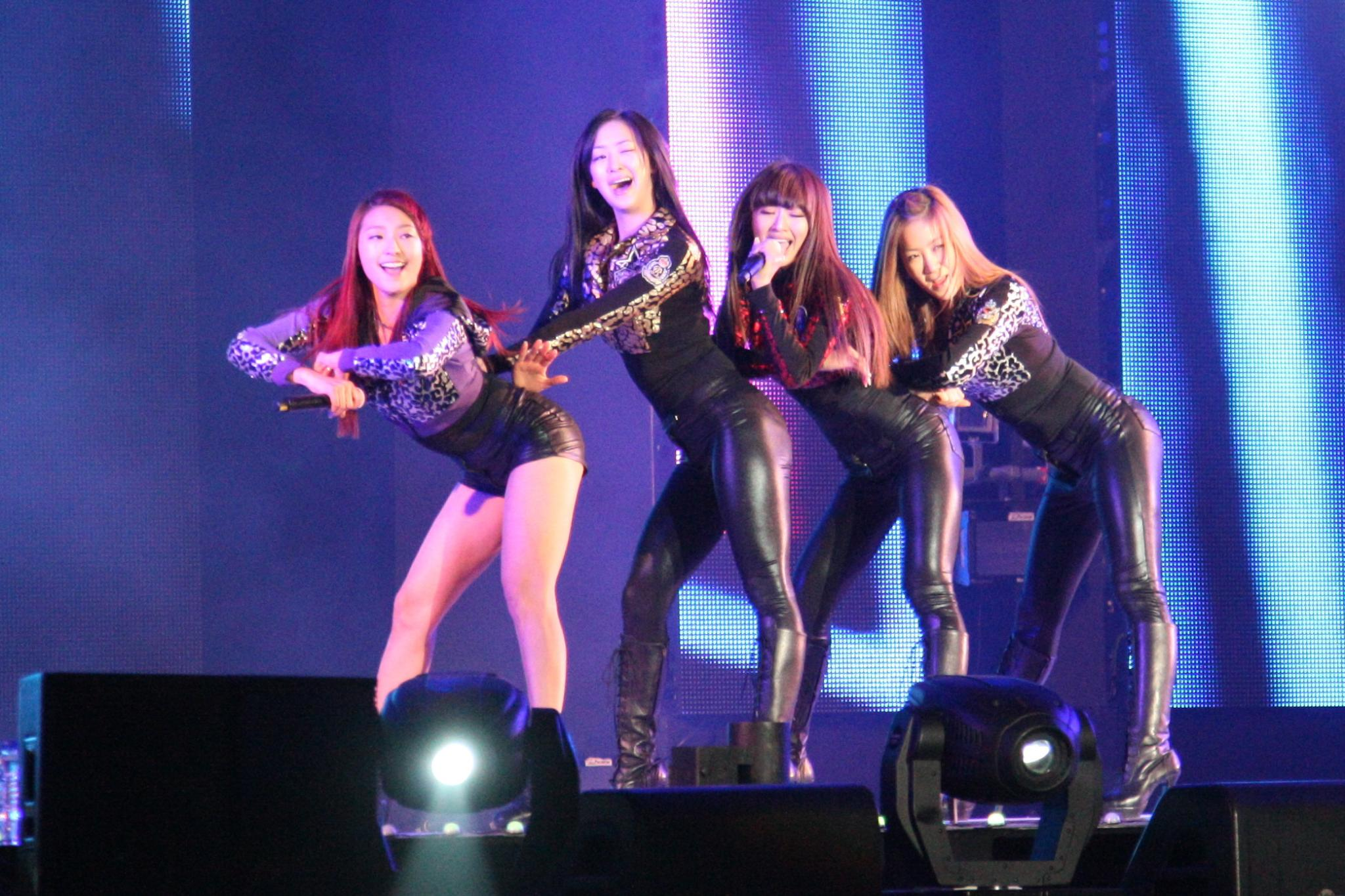
Le SISTAR si esibiscono con "How Dare You" nel 2011.

Il gruppo pubblicò poi il suo secondo singolo, "Shady Girl", realizzato in collaborazione con Kim Heechul dei Super Junior, il 25 agosto 2010: il giorno prima venne pubblicato il teaser, e il 26 agosto il video completo. Il singolo fu ben accolto e scalò varie classifiche, molto più del singolo di debutto. Nel frattempo, le SISTAR iniziarono a fare progressi internazionali esibendosi in altri paesi asiatici: il 14 settembre furono invitate ad esibirsi in Giappone al Hallyu Music Festival e il 10 ottobre debuttarono in Thailandia con "Push Push" e "Shady Girl" al Teen Superstar Show.
Il teaser del loro terzo singolo, "How Dare You", venne pubblicato il 23 novembre, mentre la pubblicazione del video musicale completo fu previsto per il giorno dopo; tuttavia, alcuni problemi sorti al confine tra la Corea del Nord e del Sud, a Yeonpyeong, causarono il ritardo dell'uscita del video, che avvenne il 3 dicembre. Il brano si classificò al primo posto su varie classifiche musicali come MelOn, Mnet, Soribada, Bugs, Monkey3 e Daum Music, e fece vincere al gruppo il premio Music Bank il 17 dicembre. Le SISTAR ricevettero anche il premio Newcomer il 9 dicembre ai Golden Disk Awards.

### 2011: SISTAR19 eSo Cool
Il 27 aprile 2011 le SISTAR annunciarono il debutto della sotto-unità SISTAR19, composta da Hyolyn e Bora, con il singolo "Ma Boy", il cui teaser uscì il 29 aprile, tre giorni prima della distribuzione del video completo. Il nome di SISTAR19 sta a significare il tema del duo, che si basa sui sentimenti di una ragazza di 19 anni e il suo passaggio a una donna.
Il 31 luglio fu riportato che le SISTAR sarebbero tornate con il loro primo album So Cool, pubblicato il 9 agosto 2011, contenente undici tracce più una versione speciale del singolo delle SISTAR19 "Ma Boy", cantata questa volta anche da Soyou e Dasom. Dopo il lancio di Billboard K-POP Top 100 il 25 agosto 2011, le SISTAR conquistarono la prima posizione con la title track, "So Cool", superando altri vari gruppi. L'11 settembre dello stesso anno vinsero il loro primo premio Mutizen al programma televisivo Inkigayo.

### 2012-2013:Loving U,Give It to Mee debutto da solista di Hyolyn

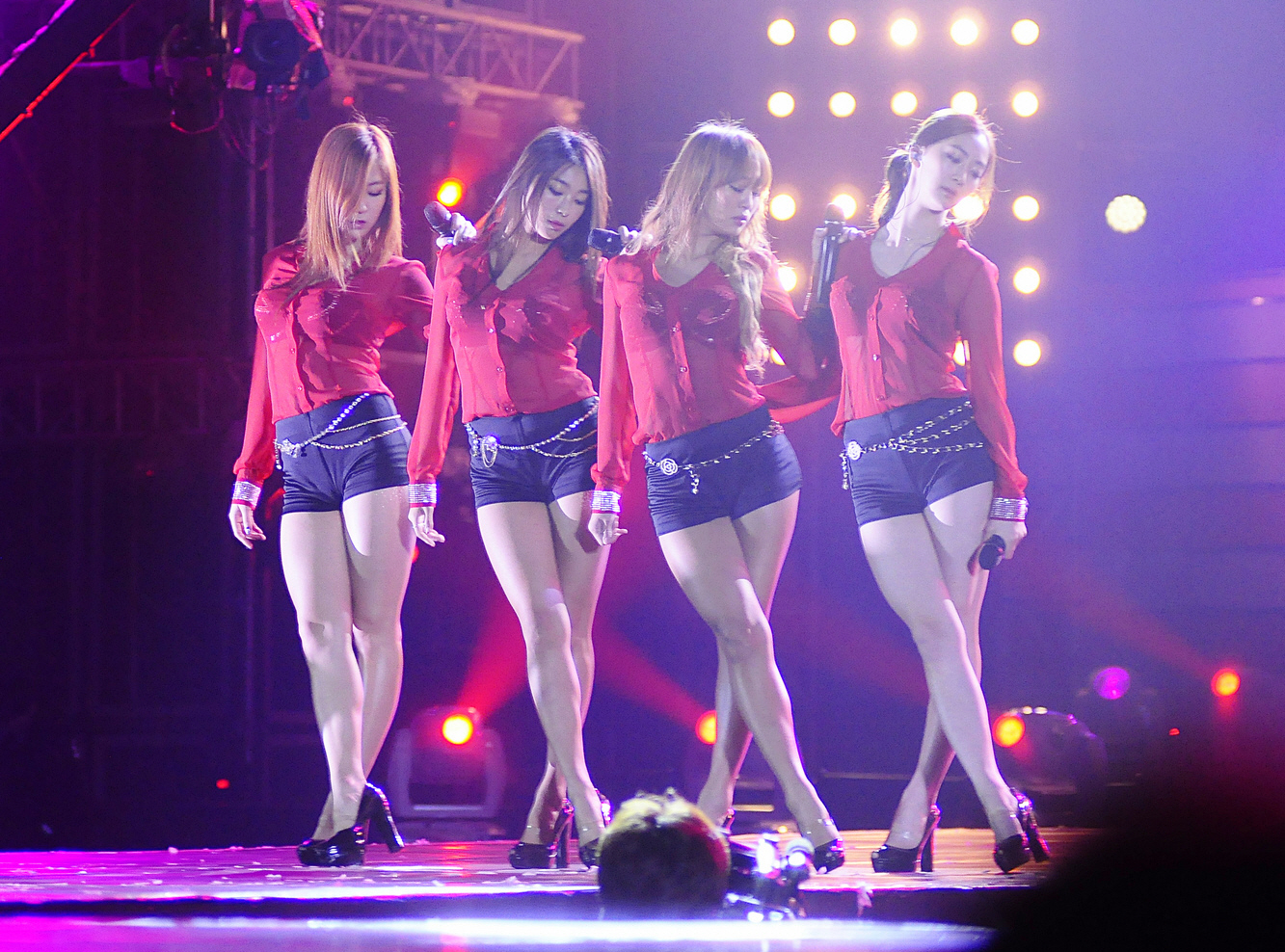
Le SISTAR si esibiscono con "Alone" nel 2012.

All'inizio di aprile 2012 fu annunciato il ritorno delle SISTAR a livello globale in 41 paesi; il 12 aprile 2012 fu pubblicato l'EP Alone, contenente il brano omonimo e la sua versione strumentale e altre cinque tracce. Per l'estate 2012 il gruppo pubblicò un secondo EP, Loving U, con il video della title track, uscito il 28 giugno 2012, girato interamente alle Hawaii, un nuovo pezzo, "Holiday", e le versioni remix dei singoli precedenti. La title track ebbe discreto successo, facendo ottenere al gruppo il suo primo all-kill. A luglio, si unirono alle band 2PM, 4Minute, MBLAQ, Dal Shabet, miss A, ZE:A, Nine Muses e B1A4 che, sotto il nome collettivo di Team SIII, realizzarono il brano "Win the Day" per i Giochi della XXX Olimpiade.
A dicembre 2012, la leader Hyolyn accennò che si stavano preparando per il loro ritorno; il 24 dicembre furono pubblicate notizie riguardo al ritorno delle SISTAR19 per il mese di gennaio 2013; la sotto-unità pubblicò il singolo "Gone Not Around Any Longer" il 30 gennaio, che arrivò subito in cima alle classifiche, facendo vincere al duo due all-kill. Inoltre, la canzone guadagnò la prima posizione nella Billboard "Korea K-Pop Hot 100".
Il 21 febbraio 2013 la leader del gruppo disse che stavano lavorando sul loro secondo album. Nel frattempo le ragazze firmarono un endorsement con il parco a tema acquatico "Ocean World", e Soyou e Hyolyn partirono per l'Africa al fine di aiutare la popolazione locale. Il 3 giugno venne diffusa la prima immagine promozionale, mostrante Bora, in cui veniva detto il titolo dell'album, Give It to Me, e la data di distribuzione, l'11 giugno; il 5 giugno venne diffusa un'altra immagine, questa volta con tutti quattro membri e venne rivelato che il tema di questo comeback sarebbe stato Moulin Rouge. Lo stesso giorno dell'uscita dell'album, l'11 giugno, il sito musicale online Melon organizzò uno spettacolo per il ritorno del gruppo, tenutosi al Lotte Art Hall di Hapjeong, a Seul; all'evento furono invitati anche i fan. Le SISTAR si esibirono nel "Melon Premiere", palco che offre agli artisti la possibilità di eseguire nuovi brani di fronte ai loro fan. Con l'uscita dell'album, il 26 ottobre 2013, le SISTAR rappresentarono la Corea del Sud al ABU TV Song Festival 2013 ad Hanoi in Vietnam.
A luglio 2013, la Starship Entertainment annunciò il debutto da solista di Hyolyn, che avvenne il 26 novembre 2013 con l'album Love & Hate, da cui vennero estratte "Lonely" e "One Way Love", i cui teaser furono pubblicati, rispettivamente, il 20 e il 21 novembre.
Nella classifica dei gruppi di maggior successo del 2013 stilata dal media outlet Dispatch, le SISTAR apparvero al secondo posto, sotto Girls' Generation.

### 2014-2015: attività in solitaria,Touch & MoveSweet & Sour, Shake It
Nei primi mesi del 2014, i membri del gruppo si dedicarono ad attività in solitaria: Hyolyn duettò con Mad Clown nel brano "Without You", Soyou collaborò con JungGiGo per il brano "Some", mentre Bora e Dasom recitarono, rispettivamente, nelle serie televisive Doctor yibangin e Sarangeun noraereul tago. A febbraio Bora, Hyolyn e Soyou parteciparono al reality show SISTAR's Midnight in Hong Kong. Il 5 giugno fu rivelato il ritorno delle SISTAR ai primi di luglio. Il 21 del mese uscì "Touch My Body", contenuto nell'EP Touch & Move; il video musicale del brano superò i dieci milioni di visualizzazioni in circa due mesi.L'album si dimostrò un vero successo commerciale, raggiungendo la posizione 2° e 8° rispettivamente nelle classifiche musicali Gaon e Billboard's US World Album. Un altro singolo dell'album, "Naughty Hands" venne rilasciato a fine Luglio. Finite le promozioni di "Touch My Body", il 26 agosto pubblicarono l'EP Sweet & Sour, il secondo album speciale estivo contenente le due nuove tracce "I Swear" e "Hold on Tight", insieme ai remix di alcune delle più famose hit del gruppo quali "Loving U", "Gone Not Around Any Longer", "Give It To Me" e "Touch My Body". A Dicembre dello stesso anno le Sistar vinsero il premio Best Female Group ai 2014 Mnet Asian Music Awards.
Il 22 giugno 2015, le Sistar pubblicarono il loro quinto mini-album Shake It, che debuttò in terza posizione nella Gaon Chart. Dall'EP vennero estratti due singoli: la traccia omonima dell'album e Don't Be Such a Baby. Il video musicale di Shake It venne pubblicato il giorno prima dell'uscita dell'album rispettivamente sui canali YouTube della Starship Entertainment e della LOEN. Il primo agosto, le Sistar si esibironono con il nuovo singolo ed altre hit al KCON di Los Angeles.
Il 7 settembre, Hyolyn pubblicò un singolo gratuito dal nome The Wall Destroyer in collaborazione con Keebee, un membro degli Eluphant, mentre Soyou pubblicò a fine mese un nuovo singolo da solista in collaborazione con il cantante dei 10 cm Kwon Jeong Yeol.

### 2016: Insane Love
A inizio giugno 2016 le Sistar cominciarono a pubblicare diversi indizi e photoshoot del loro comeback estivo. Il primo singolo che verrà estratto dal nuovo mini album sarà "I Like That", la cui data d'uscita è prevista per il 21 giugno. Il teaser del video è stato pubblicato il 16 giugno. Il 21 giugno vengono pubblicati l'EP, dal titolo Insane Love, e il video di I Like That.

### 2017: Lonely, scioglimento del gruppo
Le Sistar avevano rilasciato delle foto teaser che anticipavano il loro comeback di fine maggio. La loro nuova traccia intitolata "Lonely", scritta da Black Eyed Pilseung esce il 31 Maggio. Il 22 Maggio la Starship Entertainment rivela che questo è il loro ultimo comeback e quindi rilascia notizie sullo scioglimento del gruppo dopo 7 anni di promozioni. Tutti i membri hanno scritto lettere personali per i fan, nonostante ciò le ragazze continueranno con le loro strade come cantanti soliste.

## Formazione
Ex-membri
- Hyolyn (효린) – leader, voce, rap (2010-2017)
- Bora (보라) – rap (2010-2017)
- Soyou (소유) – voce (2010-2017)
- Dasom (다솜) – voce (2010-2017)

## Discografia

### Album in studio
- 2011 – So Cool (Starship Entertainment, LOEN Enterntainment)
- 2013 – Give It to Me (Starship Entertainment, LOEN Enterntainment)

### EP
- 2012 – Alone (Starship Entertainment, LOEN Enterntainment)
- 2012 – Loving U (Starship Entertainment, LOEN Enterntainment)
- 2014 – Touch & Move (Starship Entertainment, LOEN Enterntainment)
- 2014 – Sweet & Sour (Starship Entertainment, LOEN Enterntainment)
- 2015 – Shake It (Starship Entertainment, LOEN Enterntainment)
- 2016 – Insane Love (Starship Entertainment, LOEN Enterntainment)

### Album Singoli
- 2010 – Push Push (Starship Entertainment)
- 2010 – Shady Girl (Starship Entertainment)
- 2010 – How Dare You (Starship Entertainment)
- 2017 – LONELY (Starship Entertainment)

### Digitali
- 2010 – We Never Go Alone (Starship Entertainment)
- 2010 – Chronos Soul
- 2011 – Hot Place (Starship Entertainment)
- 2011 – Pink Romance feat. K.Will e Boyfriend (Starship Entertainment)
- 2016 - One More Day feat. Giorgio Moroder

## Videografia
- 2010 – "Push Push"
- 2010 – "We Never Go Alone"
- 2010 – "Chronos Soul"
- 2010 – "Shady Girl"
- 2010 – "How Dare You"
- 2011 – "So Cool"
- 2011 – "Hot Place"
- 2011 – "Pink Romance"
- 2012 – "Alone"
- 2012 – "Loving U"
- 2013 – "Give It to Me"
- 2014 – "Touch My Body"
- 2014 – "I Swear"
- 2015 – "Shake It"
- 2016 – "I Like That"
- 2017 – "Lonely"